# Храм Сретения Господня (Острогожск)
Храм Сре́тения Госпо́дня — православная церковь в городе Острогожск Воронежской области, в расположении 37 учебной автомобильной бригады (войсковая часть 20155). Построен в 1894 году, реквизирован после 1917, восстановлен в 1999 году. Храм относится к Россошанской и Острогожской епархии.

## История Храма
Храм был возведён в конце XIX века при казармах Второго запасного кавалерийского полка в честь праздника Сретения Господня.
Началось строительство в 1894 году, при начальнике состоявшей здесь бригады кавалерийского запаса, генерал-майоре А. Ф. Петровском. Храм был завершён и освящён  в 1896 году. Руководил кавалерийской бригадой в ту пору генерал-майор Н. К. Языков.
Первым старостою храма был А. Л. Тимченко-Островерхов.
Сретенский храм был реквизирован после 1917 года, перестраивался для хозяйственных нужд, лишился купола. В 1998 году, по инициативе командира бригады полковника В. К. Сметанкина, церковь начали восстанавливать. Работы длились два года, в них участвовал весь личный состав части. И, наконец, на Благовещение Пресвятой Богородицы, 7 апреля 2000 года в возрождённом храме совершилась первая Божественная литургия.
15 февраля 2006 года Сретенский храм встречал высокого гостя: митрополит Воронежский и Борисоглебский Сергий совершил здесь богослужение.